# Missões diplomáticas do Iraque

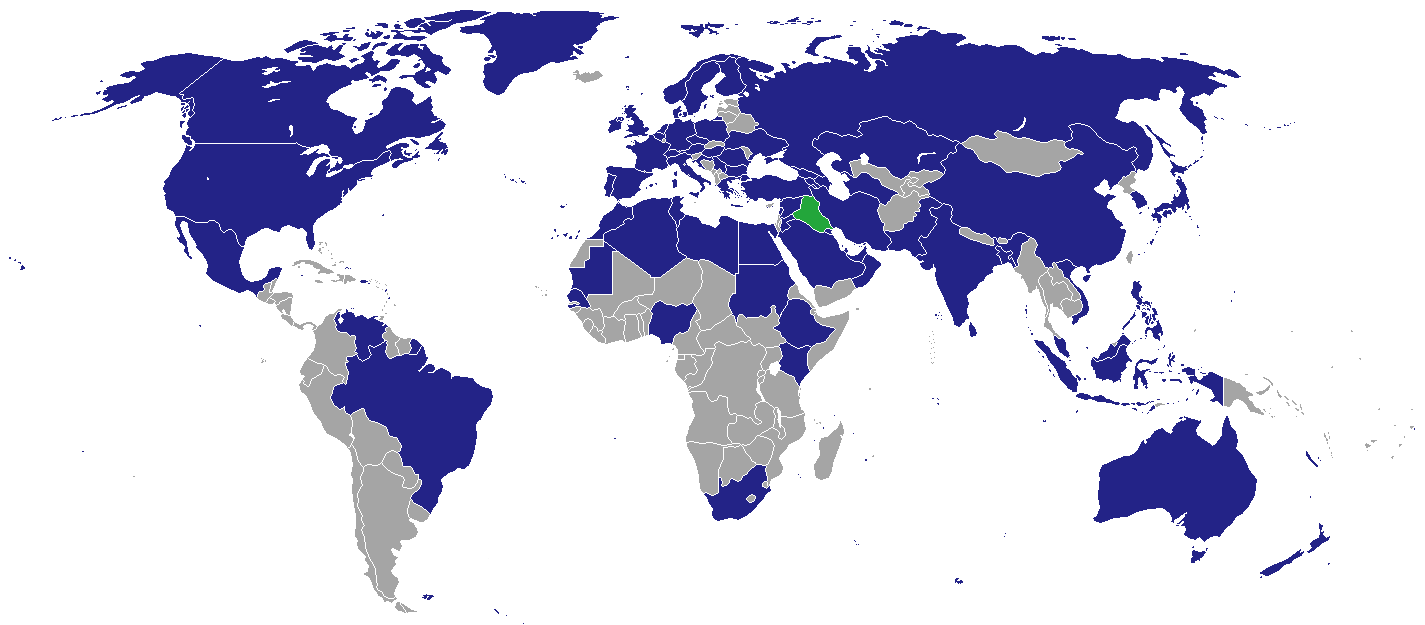
Missões diplomáticas do Iraque

Abaixo se encontram as embaixadas e consulados do Iraque:

## Europa

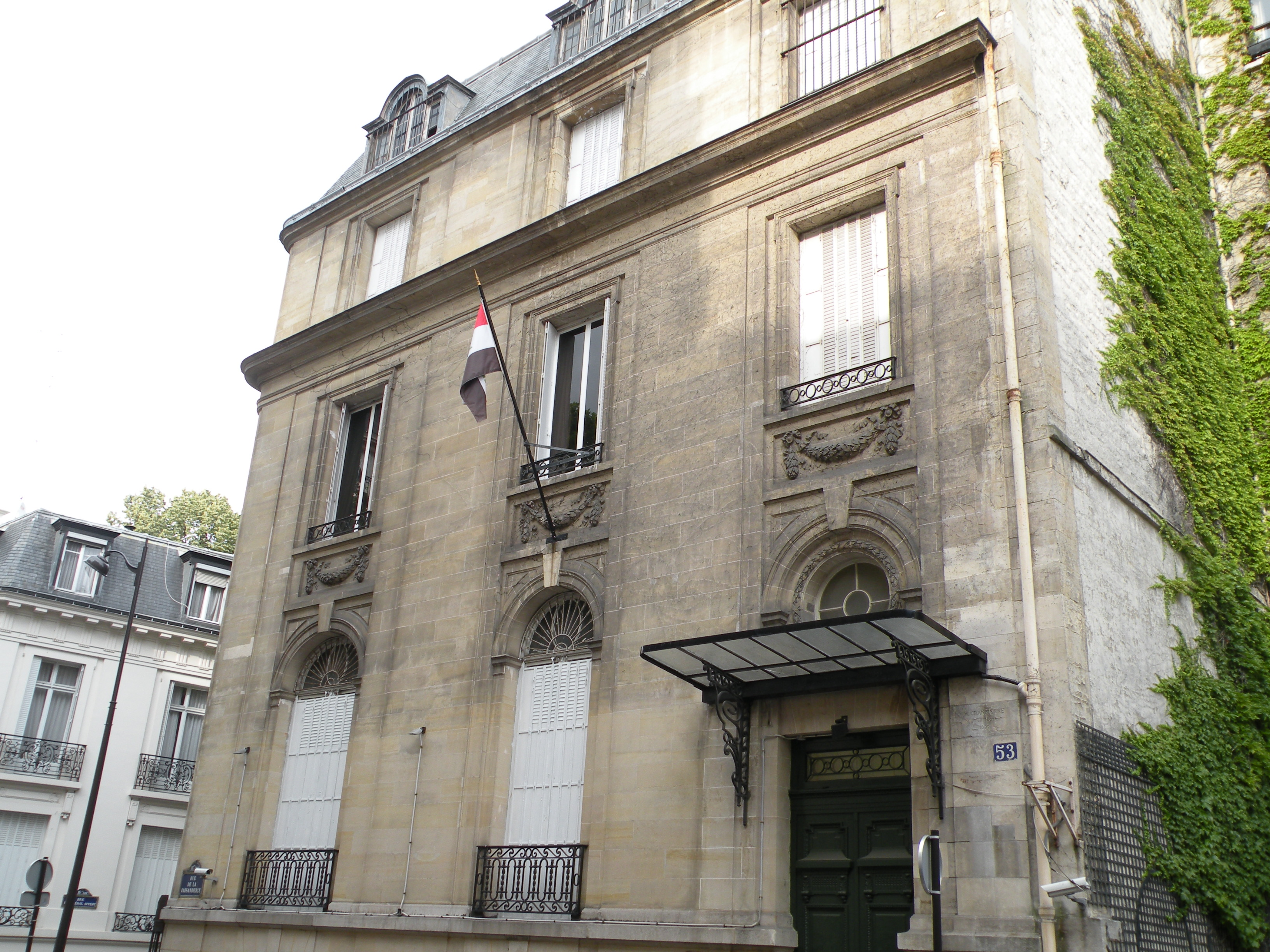
Embaixada do Iraque em Paris

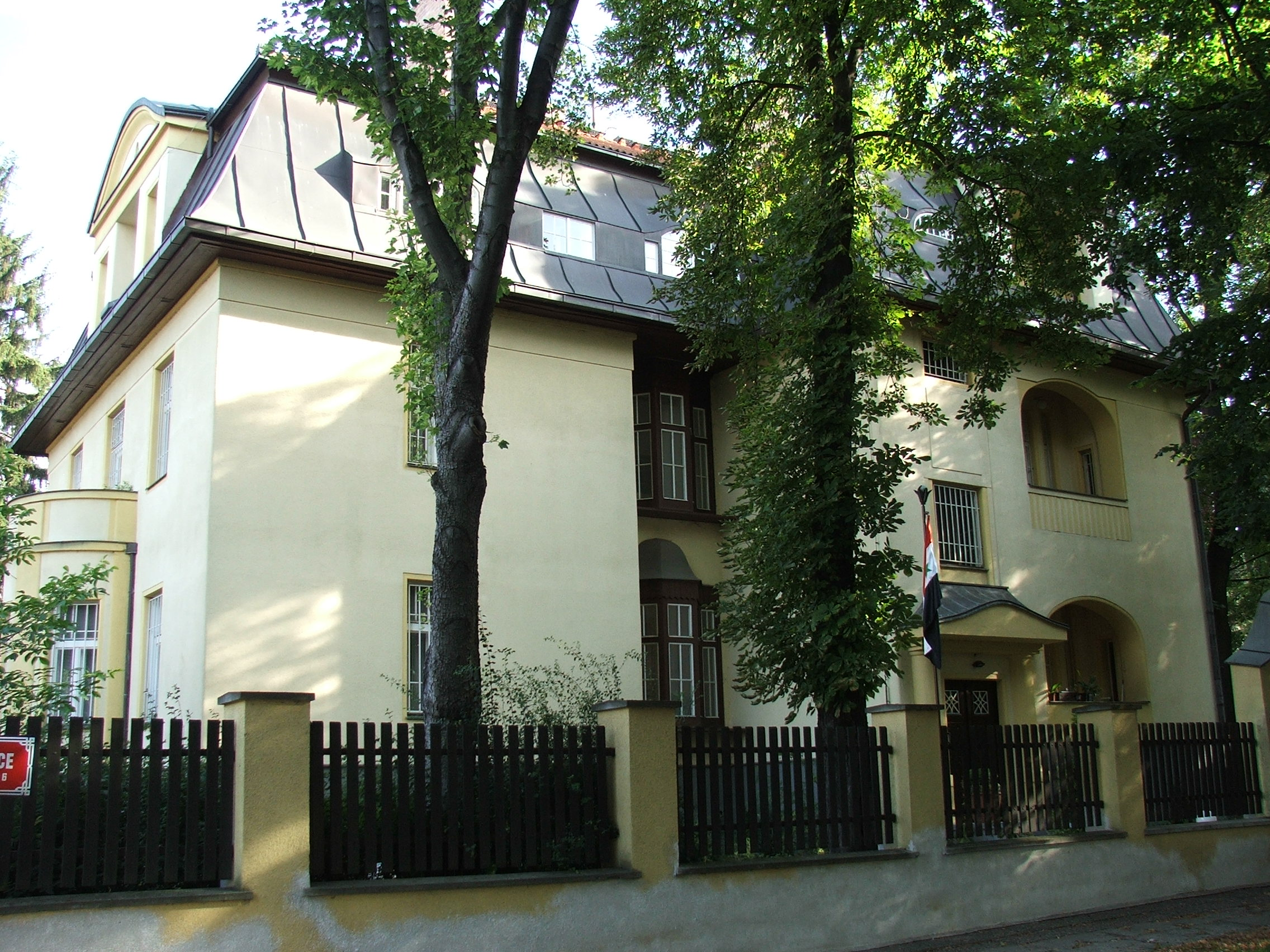
Embaixada do Iraque em Praga

- Alemanha
  - Berlim (Embaixada)
- Áustria
  - Viena (Embaixada)
- Azerbaijão
  - Bacu (Embaixada)
- Bélgica
  - Bruxelas (Embaixada)
- Bulgária
  - Sófia (Embaixada)
- Dinamarca
  - Copenhague (Embaixada)
- Eslováquia
  - Bratislava (Embaixada)
- Espanha
  - Madrid (Embaixada)
- Finlândia
  - Helsinki (Embaixada)
- França
  - Paris (Embaixada)
- Grécia
  - Atenas (Embaixada)
- Hungria
  - Budapeste (Embaixada)
- Itália
  - Roma (Embaixada)
- Noruega
  - Oslo (Embaixada)
- Países Baixos
  - Haia (Embaixada)
- Polónia
  - Varsóvia (Embaixada)
- Portugal
  - Lisboa (Embaixada)
- Reino Unido
  - Londres (Embaixada)
- Chéquia
  - Praga (Embaixada)
- Roménia
  - Bucareste (Embaixada)
- Rússia
  - Moscou (Embaixada)
- Sérvia
  - Belgrado (Embaixada)
- Suécia
  - Estocolmo (Embaixada)
- Suíça 
  - Berna (Embaixada)
- Ucrânia
  - Quieve (Embaixada)
- Vaticano
  - Vaticano (Embaixada)

## América

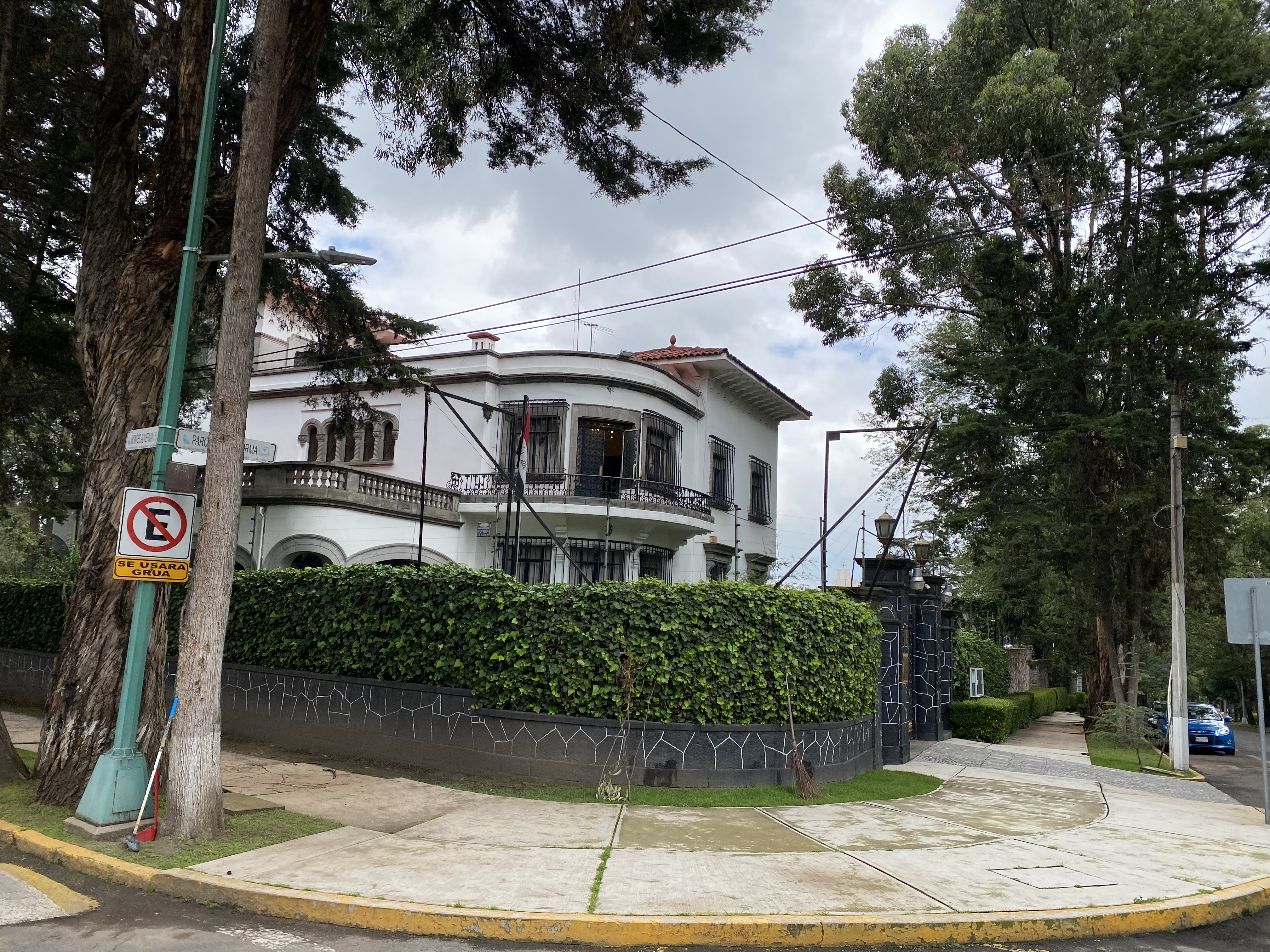
Embaixada do Iraque em Cidade do México

- Brasil
  - Brasília (Embaixada)
- Canadá
  - Otava (Embaixada)
- Chile
  - Santiago (Embaixada)
- Estados Unidos
  - Washington, D.C (Embaixada)
- México
  - Cidade do México (Embaixada)
- Venezuela
  - Caracas (Embaixada)

## Oriente Médio

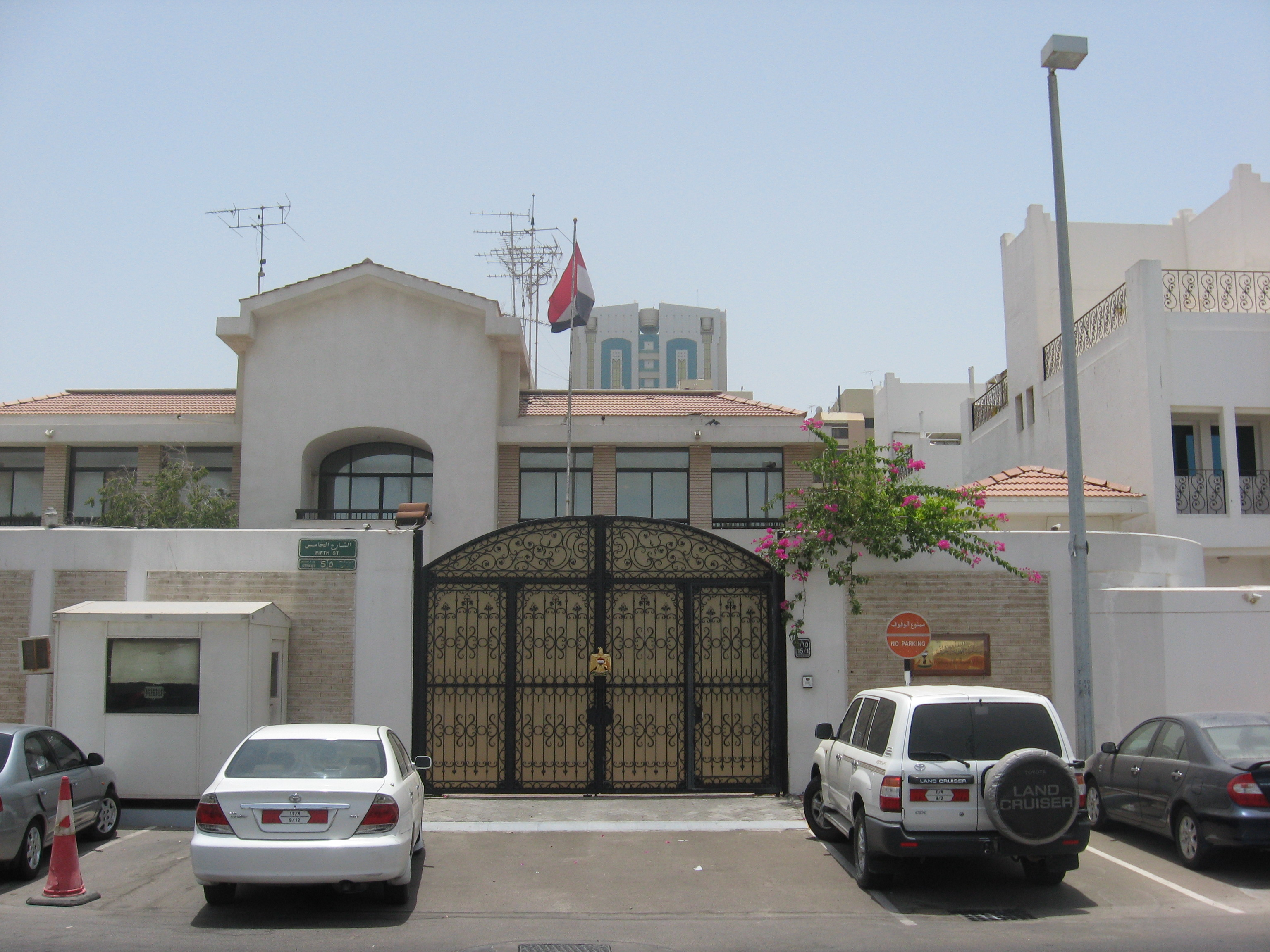
Embaixada do Iraque em Abu Dhabi

- Bahrein
  - Manama (Embaixada)
- Emirados Árabes Unidos
  - Abu Dabi (Embaixada)
  - Dubai (Consulado-Geral)
- Irão
  - Teerã (Embaixada)
  - Ahvaz (Consulado-Geral)
  - Quermanxá (Consulado-Geral)
  - Mexede (Consulado-Geral)
- Jordânia
  - Amã (Embaixada)
- Kuwait
  - Cidade do Cuaite (Embaixada)
- Líbano
  - Beirute (Embaixada)
- Omã
  - Mascate (Embaixada)
- Catar
  - Doa (Embaixada)
- Síria
  - Damasco (Embaixada)
- Turquia
  - Ancara (Embaixada)
- Iêmen
  - Saná (Embaixada)

## África
- Argélia
  - Argel (Embaixada)
- Egito
  - Cairo (Embaixada)
- Quênia
  - Nairóbi (Embaixada)
- Líbia
  - Trípoli (Embaixada)
- Marrocos
  - Rabate (Embaixada)
- Nigéria
  - Abuja (Embaixada)
- Senegal
  - Dacar (Embaixada)
- África do Sul
  - Pretória (Embaixada)
- Sudão
  - Cartum (Embaixada)
- Tunísia
  - Tunes (Embaixada)

## Ásia

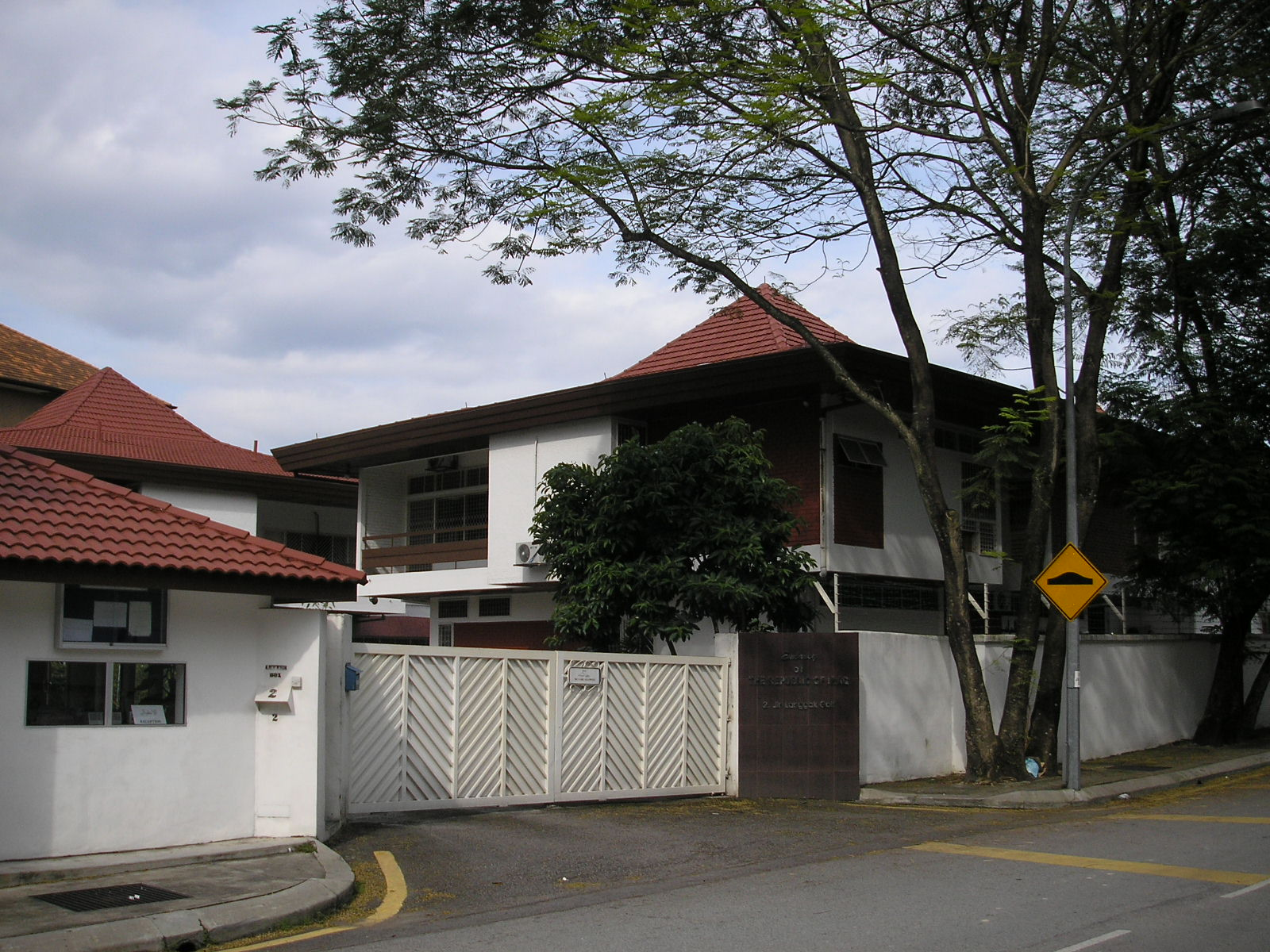
Embaixada do Iraque em Kuala Lumpur

- Bangladesh
  - Daca (Embaixada)
- China
  - Pequim (Embaixada)
- Coreia do Sul
  - Seul (Embaixada)
- Filipinas
  - Manila (Embaixada)
- Índia
  - Nova Déli (Embaixada)
- Indonésia
  - Jacarta (Embaixada)
- Japão
  - Tóquio (Embaixada)
- Cazaquistão
  - Astana (Embaixada)
- Malásia
  - Kuala Lumpur (Embaixada)
- Paquistão
  - Islamabade (Embaixada)
- Sri Lanka
  - Colombo (Embaixada)
- Tailândia
  - Banguecoque (Embaixada)
- Vietname
  - Hanói (Embaixada)

## Oceania

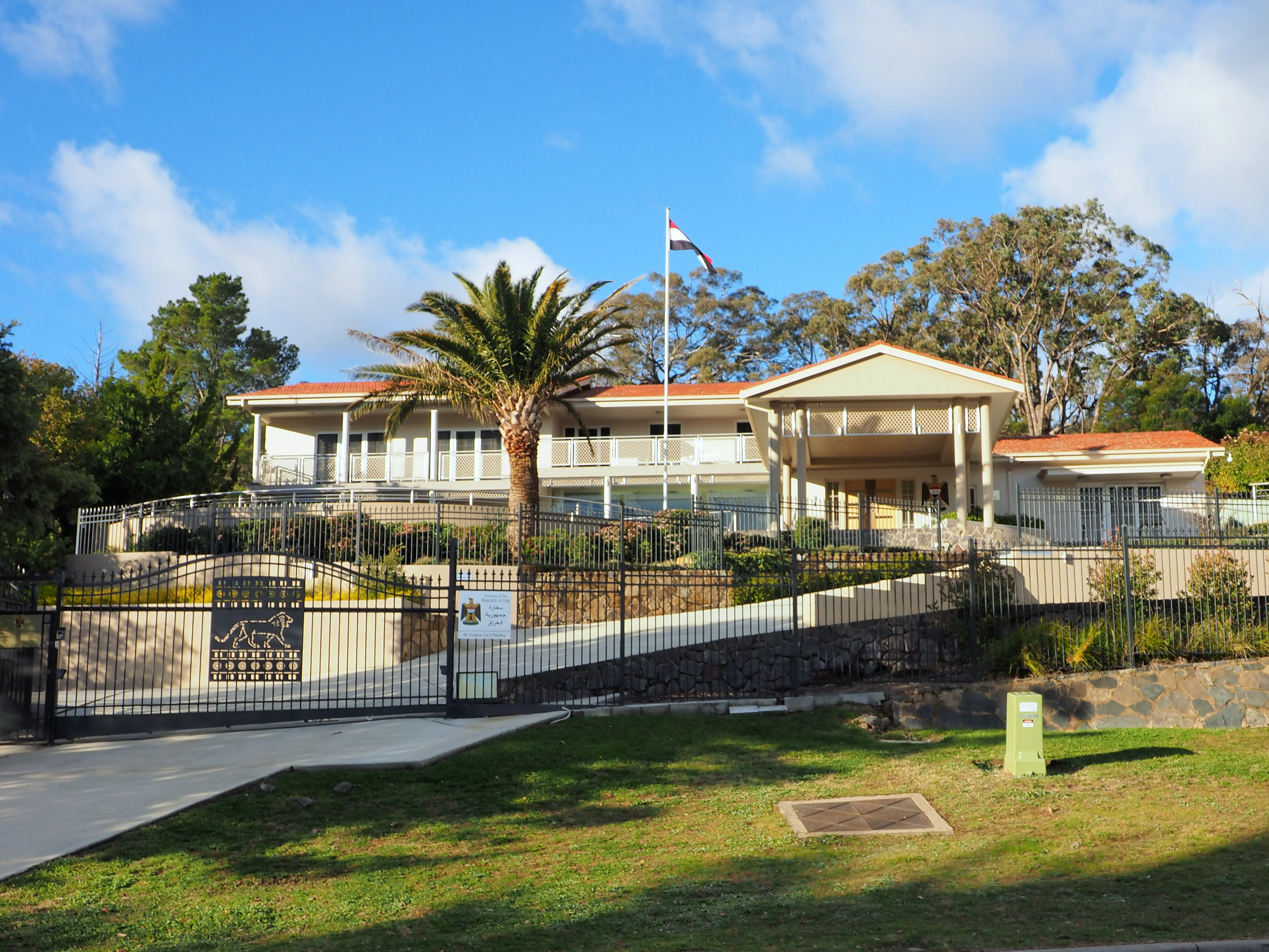
Embaixada do Iraque em Camberra

- Austrália
  - Camberra (Embaixada)

## Organizações Multilaterais
- - Bruxelas (Missão Permanente do Iraque ante a União Europeia)
  - Cairo (Missão Permanente do Iraque ante a Liga Árabe)
  - Genebra (Missão Permanente do Iraque ante as Nações Unidas e outras organizações internacionais)
  - Nova Iorque (Missão Permanente do Iraque ante as Nações Unidas)
  - Paris (Missão Permanente do Iraque ante a Unesco)
  - Roma (Missão Permanente do Iraque ante a Organização das Nações Unidas para Agricultura e Alimentação)
  - Viena (Missão Permanente do Iraque ante as Nações Unidas)